# Stamps
Stamps is een plaats (town) in de Amerikaanse staat Arkansas, en valt bestuurlijk gezien onder Lafayette County.

## Demografie
Bij de volkstelling in 2000 werd het aantal inwoners vastgesteld op 2131.
In 2006 is het aantal inwoners door het United States Census Bureau geschat op 1949, een daling van 182 (-8.5%).

## Geografie
Volgens het United States Census Bureau beslaat de plaats een oppervlakte van
8,2 km², waarvan 8,0 km² land en 0,2 km² water.

## Plaatsen in de nabije omgeving
De onderstaande figuur toont nabijgelegen plaatsen in een straal van 24 km rond Stamps.